# Frontilabrus caeruleus
Frontilabrus caeruleus - gatunek ryby z rodziny wargaczowatych, jedyny przedstawiciel rodzaju Frontilabrus Randall & Condé, 1989. 

## Występowanie
Malediwy

## Opis
Osiąga do 9 cm długości.